# Pascal (musikgrupp)
Pascal är en musikgrupp från Gotland bestående av Manuela De Gouveia (sång, bas), Mimmi Skog (trummor) och Isak Sundström (sång, gitarr). Deras musik har kategoriserats som garagerock. Pascal bildades i februari 2005. Bandet turnerade under 2009 tillsammans med Bob Hund.
Pascal har jämförts med band som The Jesus and Mary Chain, Joy Division, Ebba Grön och framförallt The Cramps, till vilka de även agerade förband under deras sverigespelning 2006. Men Pascals svenska låttexter, skitiga sound, skrikiga refränger och förkärlek för uppstoppade djur gör dem till något ojämförbart.
Bandet har gjort ett antal covers, bland annat på Judas Priests "Painkiller" ("Smärtstillande"), Kal P. Dals "Jonnie", Bruce Springsteens "Hungry Heart" ("Hungrigt Hjärta") och Peter LeMarcs "Håll om mej!" ("Håll om mig"). 
Den ena sångaren Isak Sundström har även gett ut böckerna "Till slut fick jag ont i mina ögon" (2005) och "Buren" (2008). Han är även en av två medlemmar i bandet Skriet som 2009 gav ut sitt självbetitlade debutalbum.

## Diskografi
- 2005 – Pascal (demo)
- 2006 – Förbi fabriken
- 2008 – Galgberget
- 2010 – Orkanen närmar sig
- 2011 – Allt det här (Split-skiva med Mattias Alkberg)
- 2016 – Revy
- 2021 – Fuck Like a Beast